# 克利希夫
49°0′35″N 28°33′35″E / 49.00972°N 28.55972°E
克利希夫（烏克蘭語：Кліщів），是烏克蘭的村落，位於該國西南部文尼察州，由文尼察區負責管轄，始建於1393年，面積0.15平方公里，海拔高度245米，2001年人口185，人口密度每平方公里1,267.12人。